# Богдан А093
Богдан А093 — украинский высокопольный автобус среднего класса, серийно выпускавшийся корпорацией «Богдан» с 2009 по 2012 год. Является удлинённой версией автобуса «Богдан А092».
С 2012 года рестайлинговые версии А093 называются Ataman A093. Из изменений — новая лобовая и задняя маски. По заказу возможна установка иной перегородки кабины водителя, вклеенных стёкол, комплекта электронных маршрутоуказателей и других опций.

## Модификации
За время производства было изготовлено несколько модификаций, несколько отличающихся между собой:
- Богдан А093.01 — городской автобус с 5-ступенчатой механической коробкой передач, двигателем ISUZU 4HG1 мощностью 89 киловатт, соответствует экологическим нормам Евро-0;
- Богдан А093.02 — городской автобус с 5-ступенчатой механической коробкой передач, двигателем ISUZU 4HG1-T мощностью 89 киловатт, соответствует экологическим нормам Евро-2;
- Богдан А093.04 — городской автобус с 6-ступенчатой механической коробкой передач, двигателем ISUZU 4HK1-XS мощностью 129 киловатт, соответствует экологическим нормам Евро-3.
- Богдан А093.12 — пригородный автобус с 5-ступенчатой механической коробкой передач, двигателем ISUZU 4HG1-T мощностью 89 киловатт, соответствует экологическим нормам Евро-2.
- Богдан А093.14 — пригородный автобус с 6-ступенчатой механической коробкой передач, двигателем ISUZU 4HK1-XS мощностью 129 киловатт, соответствует экологическим нормам Евро-3.
- Богдан D092S2 — школьный автобус с 6-ступенчатой механической коробкой передач, двигателем ISUZU 4HK1-XS мощностью 129 киловатт, соответствует экологическим нормам Евро-3.